# Като, Тайхэй
Тайхэй Като (яп. 加藤 大平 Като: Тайхэй, род. 30 июля 1984 года в пос. Вассаму преф. Хоккайдо) — известный японский двоеборец, чемпион мира.
В Кубке мира Като дебютировал в 2007 году, в феврале 2009 года первый раз попал в десятку лучших на этапе Кубка мира. Всего на сегодняшний момент имеет 2 попадания в десятку на этапах Кубка мира, обе в личных соревнованиях. Лучшим достижением в итоговом зачёте Кубка мира для Като является 29-е место в сезоне 2008-09.
На Олимпиаде-2010 в Ванкувере стал 6-м в команде, кроме того занял 24-е место в соревнованиях с нормального трамплина + 10 км, и 30-е место в соревнованиях с большого трамплина + 10 км.
За свою карьеру участвовал в двух чемпионатах мира, выиграл золото в команде на чемпионате мира 2009 в чешском Либереце.
Использует лыжи производства фирмы Fischer.